# 1916 год в литературе

## Премии

### Международные
- Нобелевская премия — Карл Густав Вернер фон Хейденстам — «Как виднейший представитель новой эпохи в мировой литературе».

### Франция
- Гонкуровская премия — Анри Барбюс, «Огонь»

## Книги
- «В людях» — повесть Максима Горького.
- «Иго войны» — произведение Леонида Андреева.
- «Камень» — вторая редакция сборника стихотворений Осипа Мандельштама (первая редакция — 1913, третья — 1923).
- «Мара. Пряник осиротевшим детям» — произведение Алексея Ремизова.
- «Таинственное происшествие в Стайлз» — роман Агаты Кристи (опубликован в 1920).
- «Таинственный незнакомец» — повесть Марка Твена.
- «Огонь» — роман Анри Барбюса.

## Рассказы
- Опубликован рассказ Говарда Филлипса Лавкрафта — «Алхимик»

## Родились
- 5 апреля — Хелен Ханфф, американская писательница и сценарист (ум. 1997).
- 17 апреля — Магда Исанос, румынская поэтесса (ум. 1944).
- 29 апреля — Рамон Амайа Амадор, гондурасский писатель (ум. 1966).
- 21 мая — Гарольд Роббинс, американский писатель (ум. 1997).
- 4 августа — Орланду Мендиш, мозамбикский поэт и писатель (ум. 2014).
- 22 августа — Анатолий Калинин, русский советский прозаик, поэт и публицист (ум. 2008).
- 28 августа — Джек Вэнс, американский писатель-фантаст (ум. 2013).
- 4 декабря — Балвант Гарги, пенджабский писатель, драматург (ум. 2003).
- 15 декабря — Коле Якова, албанский драматург, поэт, прозаик, сценарист, театральный деятель. Один из основателей современной албанской драмы (умер в 2002).

## Умерли
- 30 января — Эмилио Тревес, итальянский издатель, журналист, писатель и драматург (род. в 1834).
- 2 февраля – Винсент Кьяваччи, австрийский писатель  (род. в 1847).
- 3 марта – Тошходжа Асири, таджикский поэт (род. в 1864).
- 16 апреля –  Николае Ганэ, румынский писатель и поэт (род. 1838).
- 13 мая — Шолом-Алейхем, еврейский писатель и драматург, один из основоположников современной художественной литературы на идише (род. 1859).
- 9 августа — Гвидо Гоццано, итальянский поэт и писатель (род. 1883).
- 28 августа — Габриелюс Ландсбергис-Жямкальнис, литовский драматург, театральный деятель, публицист (род. 1852).
- 9 декабря — Нацумэ Сосэки, японский писатель, во многом определивший путь развития современной японской литературы (род. 1867).